# Bernardina Vicentelo

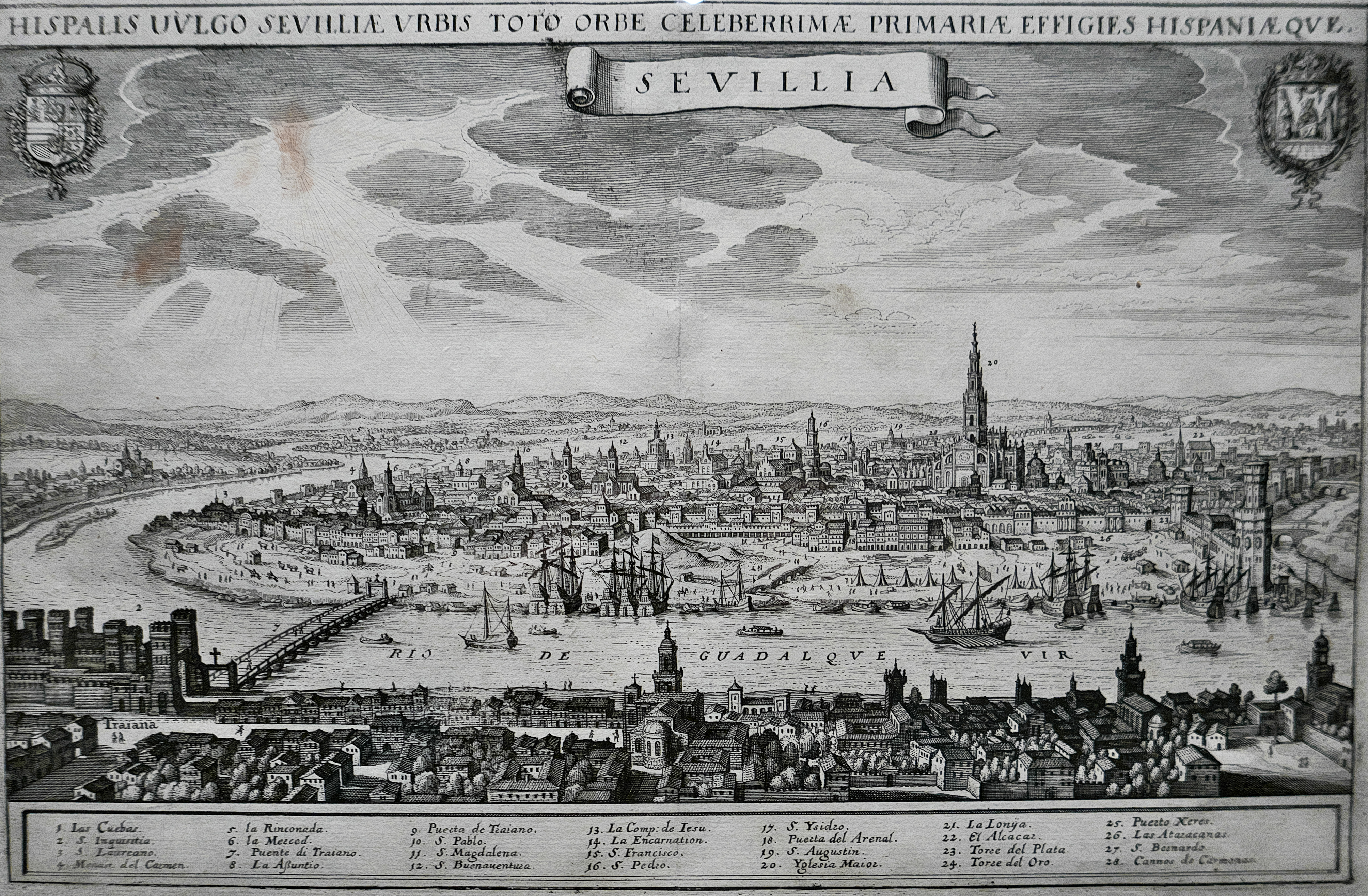
Vista de Sevilla, ciudad de la que era natural Bernardina, en el siglo XVII.

Bernardina Vicentelo y Corzo (también Bernardina Corzo) (a. de 1569-a. de 1627) fue una dama española conocida por sus relaciones matrimoniales.

## Biografía
Fue hija de Juan Antonio Vicentelo, señor de Cantillana y Brenes, y de su esposa Brígida Corzo. Por parte de su madre era nieta de Juan Antonio Corzo, natural de Córcega.
En 1581 se casó con Juan Alberto Colón de Portugal,III conde de Gelves. De este matrimonio tendría al menos una hija, Leonor Francisca de Portugal Colón de Toledo y Vicentello (1583-Madrid, 19 de abril de 1618), que sucedería a su padre como IV condesa de Gelves y contrajo matrimonio con Fernando Ruiz de Castro Portugal y Zúñiga.
Tras quedar viuda, se desposó con Juan de Sandoval, I marqués de Villamizar, hermano de Francisco de Sandoval, I duque de Lerma y valido de Felipe III. En 1604 Juan fue nombrado virrey de Valencia, permaneciendo en este puesto hasta su muerte el 23 de enero de 1606.
El año siguiente, Bernardina contrajo un tercer y último matrimonio con el militar Fernando Álvarez de Toledo y Enríquez (conocido también como Hernando de Toledo o Fernando Álvarez de Toledo), VI señor de Higares y caballero de la Orden de Santiago. Este enlace no fue del agrado de los parientes de Bernardina, posiblemente por ser Fernando de hacienda muy corta y llevar en dote Bernardina 40.000 ducados.
Murió antes de 1627, pues en ese año nació Gaspar, fruto del matrimonio que contrajo su viudo Fernando con Josefa Enríquez de Guzmán.